# Bocula microscala
Bocula microscala är en fjärilsart som beskrevs av Holloway 1976. Bocula microscala ingår i släktet Bocula och familjen nattflyn. Inga underarter finns listade i Catalogue of Life.